# Damian Kostka

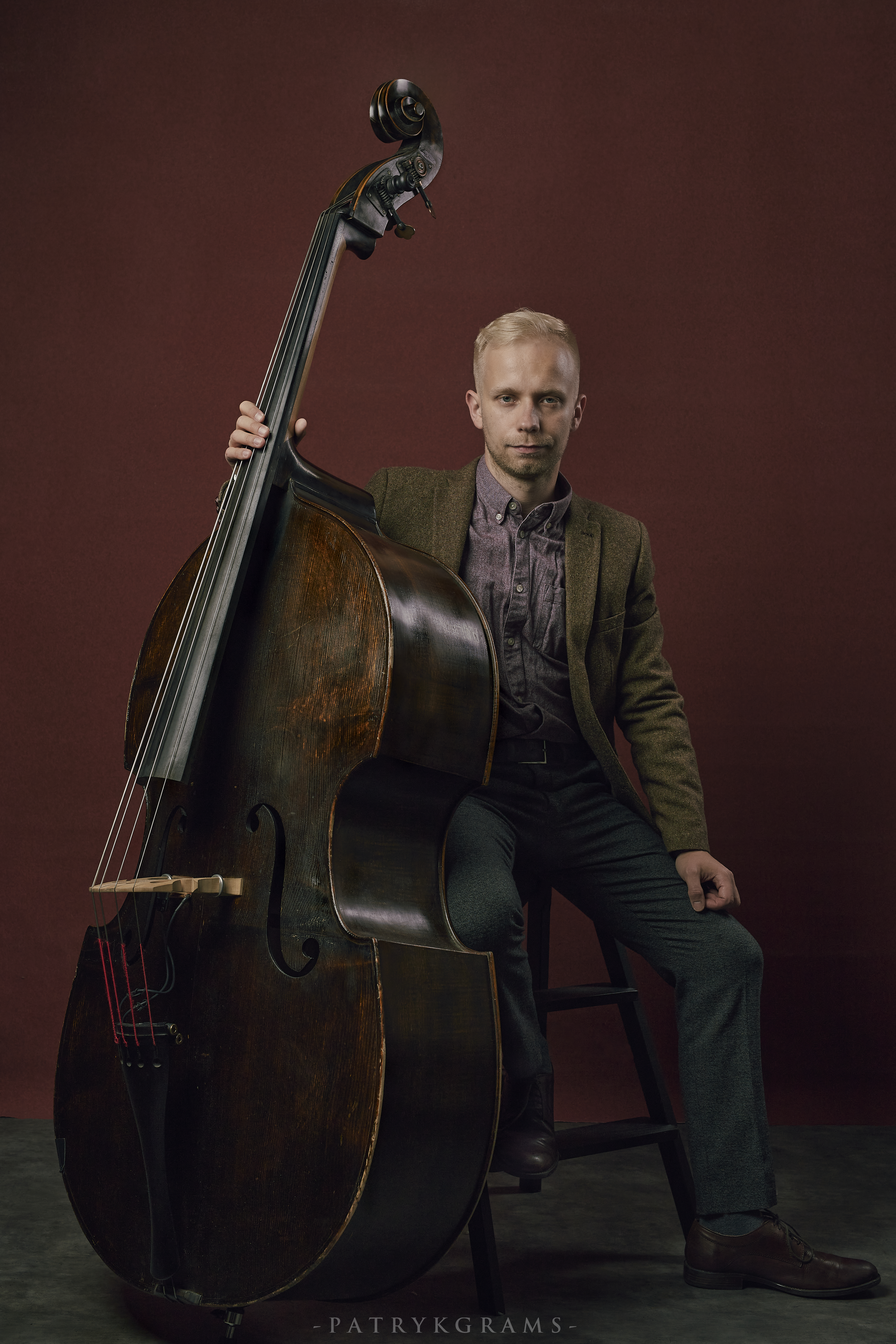
Damian Kostka (2020)

Damian Kostka (* 5. Juli 1991 in Poznań) ist ein polnischer Jazzmusiker (Kontrabass, E-Bass, Komposition).

## Wirken
Kostka ist Absolvent der Karol-Lipiński-Musikakademie in Wrocław und der Ignacy-Jan-Paderewski-Musikakademie in Poznań. Er nahm Unterricht bei Ron Carter, Gary Peacock, Dominique di Piazza und Dariusz Oleszkiewicz.
Kostka ist Mitglied des Włodek Pawlik Trio, des Weezdob Collective und des Duo Skalpel. Er gehörte auch zum Piotr Scholz Sextet und den Formationen Maciej Kądziela Trio und Global Schwung Quintet. 2023 legte er sein Debütalbum Rules for Human Being vor. Zudem gehörte er zur Combo seines Bruders, des Gitarristen Dawid Kostka, die gemeinsam mit dem Saxophonisten Chico Freeman auftrat. Weiterhin arbeitete er mit Stanley Jordan, Mike Stern, Vinx De’Jon Parrette, Jean-Luc Ponty, Sarah McKenzie, Michael Rabinowitz und Leszek Możdżer.
Außerdem ist Kostka Dozent für Kontrabass und Bassgitarre an der Jazz-Fakultät der Ignacy-Jan-Paderewski-Musikakademie in Poznań.

## Preise und Auszeichnungen
Kostka wurde mehrfach bei Festivals und Wettbewerben ausgezeichnet (u. a. Jazz nad Odrą, Bielska Zadymka Jazzowa, Krokus Jazz Festival), sowohl als Solist als auch im Ensemble.  

## Diskographische Hinweise
- Dawid Kostka Trio+: Progression (SJ Records 2018, mit Mateusz Brzostowski sowie Maciej Kociński, Paweł Kaczmarczyk)
- Rules for Human Being (2023, mit Kuba Marciniak, Cyprian Baszyński, Jacek Szwaj, Mateusz Brzostowski)[3]